# Charles Brooks
Charles Brooks Jr. (1. září 1942 – 7. prosince 1982) byl první člověk v USA, popravený pomocí smrtící injekce. Byl šestým popraveným od roku 1976, kdy byl absolutní trest obnoven.
Stalo se tak v Americkém státě Texas v huntsvillském vězení.